# Kanton Le Quesnoy-Ouest
Kanton Le Quesnoy-Ouest (francouzsky Canton du Quesnoy-Ouest) je francouzský kanton v departementu Nord v regionu Nord-Pas-de-Calais. Tvoří ho 14 obcí.

## Obce kantonu
- Bry
- Eth
- Frasnoy
- Gommegnies
- Jenlain
- Maresches
- Orsinval
- Preux-au-Sart
- Le Quesnoy (západní část)
- Sepmeries
- Villereau
- Villers-Pol
- Wargnies-le-Grand
- Wargnies-le-Petit